# Chas Mortimer
Charles 'Chas' Mortimer (Londres, 14 de abril de 1949) fue un piloto de motociclismo británico que compitió en el Campeonato del Mundo de Motociclismo entre 1969 y 1984. Pasará a la historia por ser el único piloto que consiguió victorias en las cilindradas de 125, 250, 350, 500 y 750cc.

## Biografía
Nacido en Shere (Surrey), Mortimer es hijo de Charles Mortimer, un instructor de motor y propietario de la Charles Mortimer Race School situado en el circuito Brands Hatch, Kent. La escuela tenía el nombre originario de Beart-Mortimer racing school, con el mecánico Francis Beart que era socio de Mortimer Senior hasta finales de 1965. Desde 1966 los lugares incluyeron Cadwell Park, Circuito de Silverstone y Mallory Park.
A los 18 años en 1967, Mortimer fue uno de los instructores junto a otro futuro piloto del Mundialː Paul Smart. Ambos eran tan competitivos que tuvieron boxes RDS Greeves 250s, una Bultaco 125 y una Aermacchi 350.
Su hermano Robin Mortimer tuvo una larga carrera en el mundo del motor. Murió en 2007, cuando era mánager de RPM Motorsport con su hijo Alex como piloto en GT class.

## Carrera
Mortimer comenzó su carrera en 1965 con una Greeves Silverstone que usaba en el colegio. Corrió la mayor parte de su carrera como piloto privado con Yamaha. Cuando Mortimer ganó el Gran Premio de España de 1972 de 500cc con una Yamaha, se convirtió en la primera victoria de la marca japonesa en el Mundial. Su mejor temporada fue en 1973 cuando acabó como subcampeón del Mundo en 125cc por detrás de Kent Andersson. Mortimer también tuvo grandes éxtios en el TT Isla de Man, donde consiguió ocho triunfos en diferentes categorías. En 1976, también ganó en Gran Premio de Macao.
En la década de los 70 Mortimer dirigió una carrera de pilotos y creó una empresa de importación de piezas de motocicletas. En 2013, dirige una empresa de transporte especializada en el transporte de motocicletas.

## Resultados en Grandes Premios
Sistema de puntuación usado desde 1969 hasta 1987. Desde 1969 hasta 1975 se entregaba 1 punto al piloto que lograra la vuelta rápida en carrera.
| Posición | 1  | 2  | 3  | 4 | 5 | 6 | 7 | 8 | 9 | 10 |
| Puntos   | 15 | 12 | 10 | 8 | 6 | 5 | 4 | 3 | 2 | 1  |

(Carreras en negrita indica pole position, carreras en cursiva indica vuelta rápida)
| Año  | Clase | Equipo    | 1       | 2       | 3       | 4       | 5       | 6       | 7       | 8       | 9       | 10      | 11      | 12      | 13      | Pts | Pos  |
| ---- | ----- | --------- | ------- | ------- | ------- | ------- | ------- | ------- | ------- | ------- | ------- | ------- | ------- | ------- | ------- | --- | ---- |
| 1969 | 125cc | Villa     | ESP -   | GER -   | FRA -   | IOM Ret | NED 13  | BEL -   | DDR -   | CZE -   | FIN 6   |         | NAT -   | YUG -   |         | 5   | 32.º |
| 1969 | 250cc | Yamaha    | ESP -   | GER -   | FRA -   | IOM Ret | NED -   | BEL -   | DDR -   | CZE -   | FIN 9   | ULS 5   | NAT -   | YUG -   |         | 8   | 22.º |
| 1970 | 125cc | Villa     | GER Ret | FRA -   | YUG -   | IOM Ret | NED -   | BEL 6   | DDR -   | CZE -   | FIN Ret |         | NAT -   | ESP Ret |         | 5   | 31.º |
| 1970 | 250cc | Yamaha    | GER 3   | FRA -   | YUG 7   | IOM 4   | NED DNQ | BEL 8   | DDR 12  | CZE 6   | FIN Ret | ULS -   | NAT -   | ESP Ret |         | 30  | 6.º  |
| 1970 | 350cc | Yamaha    | GER 3   |         | YUG 8   | IOM Ret | NED Ret |         | DDR 12  | CZE 10  | FIN 10  | ULS -   | NAT -   | ESP Ret |         | 15  | 15.º |
| 1971 | 125cc | Yamaha    | AUT -   | GER 7   | IOM 1   | NED 5   | BEL 5   | DDR 13  | CZE 7   | SWE Ret | FIN 6   |         | NAT -   | ESP 2   |         | 48  | 5.º  |
| 1971 | 250cc | Yamaha    | AUT -   | GER -   | IOM Ret | NED 5   | BEL 5   | DDR 7   | CZE 4   | SWE Ret | FIN 4   | ULS -   | NAT Ret | ESP 3   |         | 42  | 8.º  |
| 1972 | 125cc | Yamaha    | GER 2   | FRA 2   | AUT -   | NAT 2   | IOM 1   | YUG 2   | NED Ret | BEL 2   | DDR 2   | CZE 2   | SWE 3   | FIN -   | ESP 2   | 87  | 3.º  |
| 1972 | 250cc | Yamaha    | GER 7   | FRA Ret | AUT 5   | NAT -   | IOM 14  | YUG -   | NED -   | BEL -   | DDR -   | CZE -   | SWE -   | FIN -   | ESP 4   | 18  | 14.º |
| 1972 | 350cc | Yamaha    | GER -   | FRA -   | AUT -   | NAT -   | IOM Ret | YUG -   | NED -   |         | DDR -   | CZE -   | SWE -   | FIN -   | ESP -   | 0   | -    |
| 1972 | 500cc | Yamaha    | GER -   | FRA -   | AUT -   | NAT -   | IOM -   | YUG 2   | NED 5   | BEL -   | DDR 5   | CZE -   | SWE 8   | FIN Ret | ESP 1   | 42  | 6.º  |
| 1973 | 125cc | Yamaha    | FRA Ret | AUT Ret | GER Ret | NAT Ret | IOM -   | YUG 2   | NED 3   | BEL 3   | CZE 2   | SWE 3   | FIN 5   | ESP 1   |         | 75  | 2.º  |
| 1973 | 250cc | Yamaha    | FRA 7   | AUT 3   | GER Ret |         | IOM -   | YUG 5   | NED 5   | BEL 7   | CZE Ret | SWE 10  | FIN Ret | ESP 3   |         | 40  | 6.º  |
| 1973 | 500cc | Yamaha    | FRA Ret | AUT -   | GER -   |         | IOM -   | YUG -   | NED -   | BEL -   | CZE 15  | SWE Ret | FIN 11  | ESP 4   |         | 8   | 26.º |
| 1974 | 250cc | Yamaha    |         | GER -   |         | NAT Ret | IOM 3   | NED 6   | BEL Ret | SWE 4   | FIN Ret | CZE 8   | YUG 1   | ESP Ret |         | 41  | 6.º  |
| 1974 | 350cc | Yamaha    | FRA Ret | GER -   | AUT 2   | NAT 5   | IOM Ret | NED Ret |         | SWE 6   | FIN Ret |         | YUG Ret | ESP 5   |         | 29  | 5.º  |
| 1974 | 500cc | Yamaha    | FRA 8   | GER -   | AUT Ret | NAT -   | IOM Ret | NED -   | BEL Ret | SWE -   | FIN -   | CZE 10  |         |         |         | 4   | 28.º |
| 1975 | 250cc | Yamaha    | FRA 7   | ESP 4   |         | GER Ret | NAT -   | YUG -   | IOM 1   | NED Ret | BEL 7   | SWE 10  | FIN Ret | CZE 8   | YUG 2   | 46  | 6.º  |
| 1975 | 350cc | Yamaha    | FRA Ret | ESP Ret | AUT -   | GER 7   | NAT 8   | YUG -   | IOM 2   | NED 9   |         |         | FIN Ret | CZE -   | YUG 3   | 31  | 6.º  |
| 1975 | 500cc | Yamaha    | FRA -   |         | AUT Ret | GER -   | NAT Ret |         | IOM 3   | NED -   | BEL Ret | SWE Ret | FIN 4   | CZE 6   |         | 23  | 11.º |
| 1976 | 250cc | Yamaha    | FRA 12  |         | NAT 4   | YUG 5   | IOM 3   | NED Ret | BEL -   | SWE 5   | FIN Ret | CZE Ret | GER 10  | ESP 12  |         | 31  | 7.º  |
| 1976 | 350cc | Yamaha    | FRA -   | AUT 8   | NAT Ret | YUG 2   | IOM 1   | NED 3   |         |         | FIN 4   | CZE 4   | GER Ret | ESP Ret |         | 54  | 3.º  |
| 1976 | 500cc | Yamaha    | FRA 13  | AUT Ret | NAT -   |         | IOM Ret | NED -   | BEL 7   | SWE 3   | FIN Ret | CZE 9   | GER 9   |         |         | 16  | 14.º |
| 1977 | 250cc | Yamaha    | VEN -   | GER -   | NAT -   | ESP Ret | FRA DNQ | YUG -   | NED DNS | BEL 13  | SWE 6   | FIN 15  | CZE -   | GBR Ret |         | 5   | 27.º |
| 1977 | 350cc | Yamaha    | VEN Ret | GER -   | NAT 10  | ESP 14  | FRA Ret | YUG -   | NED 12  |         | SWE Ret | FIN 12  | CZE -   | GBR Ret |         | 1   | 36.º |
| 1978 | 250cc | Yamaha    | VEN -   |         | ESP 10  | FRA 7   | NAT -   | NED -   | BEL -   | SWE 8   | FIN Ret | GBR -   | GER 7   | CZE -   | YUG -   | 12  | 18.º |
| 1978 | 350cc | Yamaha    | VEN -   | NED 12  |         | FRA 15  | NAT -   | NED Ret |         | SWE Ret | FIN -   | GBR -   | GER -   | CZE -   | YUG -   | 0   | -    |
| 1979 | 250cc | Yamaha    | VEN 9   |         | GER Ret | NAT -   | ESP -   | YUG -   | NED 17  | BEL 2   | SWE 15  | FIN Ret | GBR -   | CZE -   | FRA Ret | 14  | 13.º |
| 1979 | 350cc | Yamaha    | VEN -   | AUT Ret | GER -   | NAT -   | ESP -   | YUG -   | NED -   |         |         | FIN -   | GBR -   | CZE -   | FRA -   | 0   | -    |
| 1980 | 350cc | Yamaha    | NAT -   | ESP -   | FRA -   | YUG Ret | NED 13  | BEL DNQ | FIN -   | GBR 20  | CZE 12  | GER 13  |         |         |         | 0   | -    |
| 1984 | 250cc | Armstrong | RSA 23  | NAT -   | ESP -   | AUT -   | GER -   | FRA -   | YUG -   | NED -   | BEL -   | GBR -   | SWE -   | RSM -   |         | 0   | -    |